# Yaginumena
Yaginumena is een geslacht van spinnen uit de  familie van de Theridiidae (kogelspinnen).

## Soorten
- Yaginumena castrata (Bösenberg & Strand, 1906)
- Yaginumena maculosa (Yoshida & Ono, 2000)
- Yaginumena mutilata (Bösenberg & Strand, 1906)